# Util-linux
util-linux é um pacote padrão distribuído pela Organização do Núcleo do Linux para uso como parte do sistema operacional Linux. Um fork, util-linux-ng - com ng significando "next generation" (em português, próxima geração) - foi criado quando o desenvolvimento parou, mas a partir de janeiro de 2011 foi renomeado de volta para util-linux, e é a versão oficial do pacote.

## Conteúdo

### Incluído
Ele inclui os seguintes utilitários:
- addpart
- agetty
- blkdiscard
- blkid
- blockdev
- cal
- cfdisk
- chcpu
- chfn
- chrt
- chsh
- col (legado)[5]
- colcrt
- colrm
- column
- ctrlaltdel
- delpart
- dmesg
- eject
- fallocate
- fdformat
- fdisk
- findfs
- findmnt
- flock
- fsck
- fsck.cramfs
- fsck.minix
- fsfreeze
- fstab
- fstrim
- getopt
- hexdump
- hwclock (consulta e define o clock do hardware (RTC))
- ionice
- ipcmk
- ipcrm
- ipcs
- isosize
- kill
- last
- ldattach
- line (legado)[5]
- logger
- login
- look
- losetup
- lsblk
- lscpu[6]
- lslocks
- lslogins
- mcookie
- mesg
- mkfs (legado)[5]
- mkfs.bfs
- mkfs.cramfs
- mkfs.minix
- mkswap
- more
- mount
- mountpoint
- namei
- newgrp
- nologin
- nsenter
- partx
- pg (legado)[5]
- pivot_root
- prlimit[7]
- raw
- readprofile
- rename
- renice
- reset (legado)[5]
- resizepart
- rev
- rtcwake
- runuser
- script
- scriptreplay
- setarch (incluindo links simbólicos de arquitetura como i386, linux32, linux64, x86_64, etc.)
- setpriv
- setsid
- setterm
- sfdisk
- su
- sulogin
- swaplabel
- swapoff
- swapon
- switch_root
- tailf (legado)[5]
- taskset
- tunelp (depreciado)[8]
- ul
- umount
- unshare
- utmpdump
- uuidd
- uuidgen
- vipw (incluindo link simbólico para vigr)
- wall
- wdctl
- whereis
- wipefs
- write
- zramctl

### Removidos
Utilitários anteriormente incluídos, mas removidos a partir de 1º de julho de 2015:
- arch[9]
- chkdupexe[10]
- clock[11]
- cytune[12]
- ddate (removido da compilação padrão[13] antes de ser removido[14] completamente)
- elvtune[15]
- fastboot[16]
- fasthalt[16]
- halt[16]
- initctl[16]
- ramsize (anteriormente um link simbólico para rdev)[17]
- rdev[17]
- reboot[16]
- rootflags (anteriormente um link simbólico para rdev)[17]
- shutdown[16]
- simpleinit[16]
- vidmode (anteriormente um link simbólico para rdev)[17]